# Victor D'Hondt
Victor D'Hondt, belgijski odvetnik, pedagog in matematik, * 20. november 1841, † 30. maj 1901.
D'Hondt je bil profesor civilnega prava na Univerzi v Gentu in je najbolj poznan po D'Hondtovi metodi razporejanja mest v strankarskih proporcionalnih volitvah.